# Орешников, Алексей Васильевич
Алексей Васильевич Орешников (1855—1933) — специалист по русской и античной нумизматике. Член-корреспондент АН СССР (1928).

## Биография
Родился 9 (21) сентября 1855 года в Москве, на Маросейке, где в доме Еремеевых жили его родители; его отец, Василий Павлович, московский купец, происходивший из города Любима Ярославской губернии, вёл оптовую торговлю юфтью. Здесь же жили Жучковские, с дочерьми которых с семи лет его стали учить грамоте. С 10 лет Алексей Орешников увлёкся собиранием монет: в это время, по его собственным воспоминаниям, отец подарил ему медаль на открытие памятника Николаю I, а вскоре и бабушка по матери, Евфимия Михайловна Кудрина, подарила рубли Петра I и Екатерины II.
В мае 1867 года, когда семья жила на Садовой-Земляной вал близ храма Ильи Пророка (на Воронцовом Поле) его отдали в Практическую академию. После окончания её гимназического отделения, он лишь год учился в специальном классе с курсом торговых наук и, перейдя в последний, был вынужден по болезни закончить обучение.
В 1875—1878 годах был за границей, где продолжил образование. Возвратившись в Россию, 11 сентября 1878 года, приобрёл небольшое собрание древних монет в Серебряном ряду у торговца Шапошникова, принадлежавшее нумизмату Александру Петровичу Бутковскому-Глинке. Вместе с петербургским коллекционером Х. Х. Гилем изучал монеты Боспора Киммерийского. В 1885 году собранная Орешниковым коллекция монет была им подарена: греческие монеты — Московскому университету, римские — Румянцевскому музею.

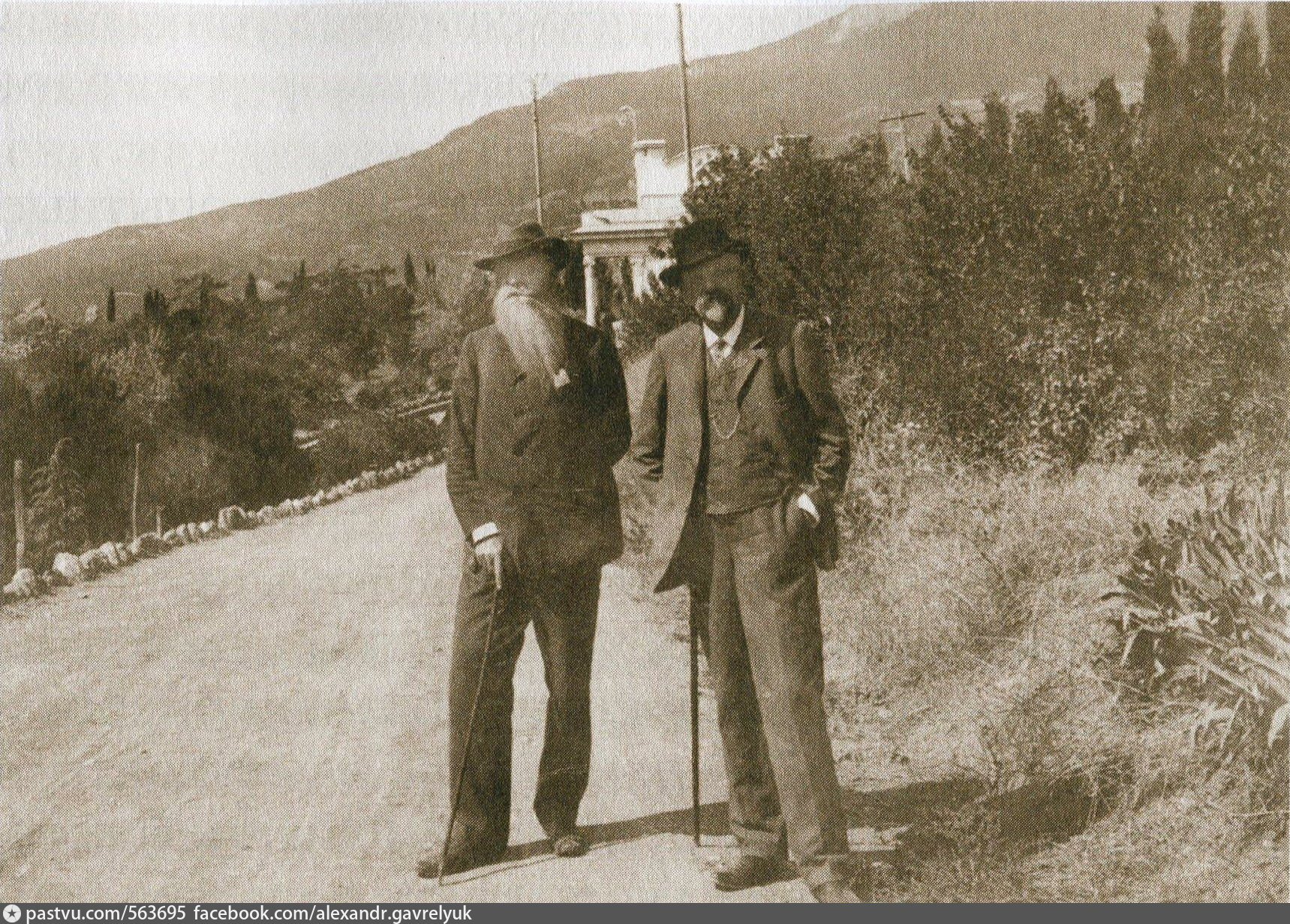
А. Л. Бертье-Делагард и А. В. Орешников (справа) на раскопках в Суук-Су, Гурзуф, Крым. 1903-1905 годы

В 1881 году Орешников с большим успехом прочитал в Московском археологическом обществе свой первый научный доклад (о монетах Боспора Киммерийского), а 6 ноября 1881 года был избран в члены-корреспонденты Московского археологического общества за реферат о бронзовой статуэтке Вакха из музея князя Голицына; 7 декабря 1883 года был избран его действительным членом.

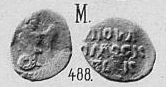
Монета из книги-каталога "Русские монеты до 1547 г."

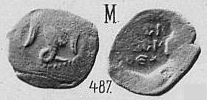
Монета из книги-каталога "Русские монеты до 1547 г."

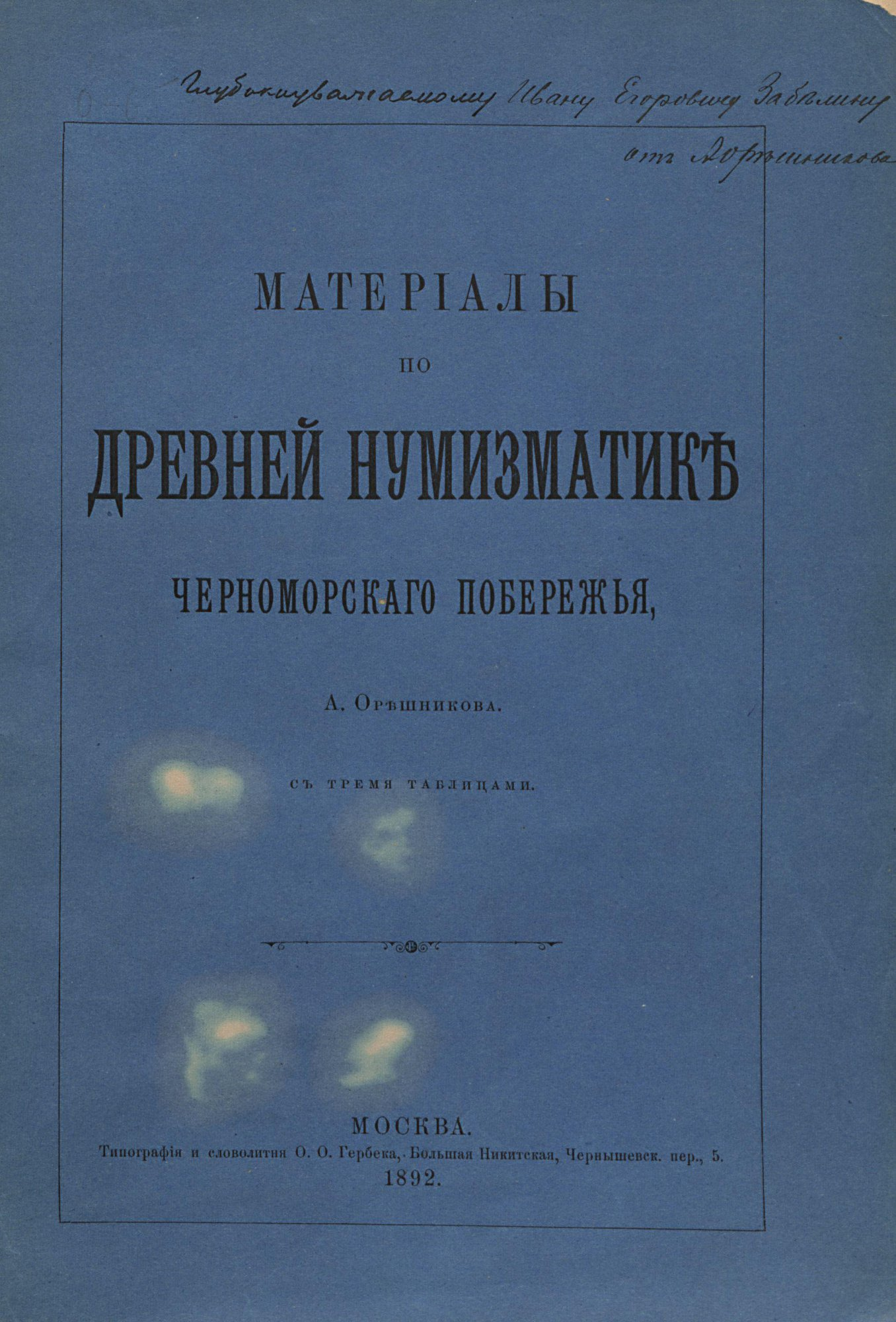
А.Орешников. Материалы по древней нумизматике Черноморского побережья. С дарственной И.Е.Забелину. 1892 г.

Торговая деятельность сильно мешала научной работе Орешникова. Он, будучи единственным сыном, по настоянию отца, возглавлял его предприятие. От большей части забот его избавил приказчик Г. И. Жижин, который был его близким другом и фактически вёл дело. В 1885 году отец, В. П. Орешников, умер и Алексей Васильевич Орешников постепенно свернул торговую деятельность.
С 1886 года по приглашению профессора А. Н. Шварца в кабинете изящных искусств Московского университета он разобрал коллекцию греческих монет и сделал ей описание, изданное университетом в 1891 году — «Описание древнегреческих монет».
26 марта 1886 года был избран действительным членом Императорского Русского Археологического общества.
С самого открытия Исторического музея в Москве (1883) Орешников был одним из его деятельнейших сотрудников, но работал в нём неофициально; при утверждении списков сотрудниковмМузея Александр III собственноручно вычеркнул Орешникова как лицо недворянского происхождения. Однако в феврале 1887 года он был принят на штатную должность хранителя Исторического музея.
В 1895 году Исторический музей по инициативе И.Е.Забелина поручил Орешникову обновить и переиздать описание монет А.Д. Черткова. В результате большой работы стало издание Историческим музеем в 1896 года серьёзного труда «Русские монеты до 1547 г.». За эту нумизматическую книгу 18 марта 1898 года Императорское Русское Археологическое общество присудило Орешникову большую серебряную медаль.
В начале 1880-х годов у Орешникова собирались некоторые из московских собирателей монет: Л. А. Третьяков, И. И. Горнунг, А. М. Подшивалов, антиквар Э. Н. Коснерский и др.; эти собрания положили начало Кружку нумизматов, которое позже превратилось в Московское нумизматическое общество.
Некоторое время А. В. Орешников был секретарём Московского археологического общества и редактировал ежемесячный журнал «Археологические известия и заметки». За труды по нумизматике Московское археологическое общество 26 февраля 1915 года присудило ему золотую медаль имени графа Уварова, а 31 декабря 1915 года Синод преподал благословение в виде грамоты за труды по редакции описания Патриаршей ризницы — Описание Синодальной бывшей Патриаршей ризницы / Под ред. А. В. Орешникова. — М., 1915.
А. В. Орешников был членом Одесского общества истории и древностей, Казанского общества истории, археологии и этнографии, Ростовского музея и девяти ученых архивных комиссий: Витебской, Владимирской, Калужской, Псковской, Рязанской, Таврической, Тверской, Тульской и Ярославской.
После 1917 года он занялся изучением монет Черноморья:
- Орешников А. В. Херсонас, божество Херсонеса Таврического // Известия Археологической Комиссии. Вып. 65. Пг., 1918. — С. 144—152.
- Орешников А. В. К нумизматике преемников Аспурга // Известия Российской Академии истории материальной культуры. Т. I. — С. 1-18.
- Орешников А. В. Этюды по нумизматике Черноморского побережья // Известия Российской Академии истории материальной культуры. Т. I. — С. 217—240.

А. В. Орешников стал одним из крупнейших специалистов в области античной и русской средневековой нумизматики. Им была впервые установлена связь между эпиграфикой и нумизматикой Северного Причерноморья; по монетам и письменным источникам он наметил генеалогию Спартокидов; создал историческую классификацию монет Херсонеса; выявил 2 серии монет скифских царей (скифо-ольвийскую и гетскую). Также, в области русской нумизматики он предложил, ставшую общепризнанной, единую классификацию монет XIV – нач. XVI вв.
В 1928 году избран членом-корреспондентом АН СССР.
Последние годы своей жизни Орешников отдал работе над древнейшими русскими монетами — домонгольскими. Он успел в конце жизни написать итоговую работу «Денежные знаки домонгольской Руси», изданную посмертно, в 1936 году.
Среди учеников Орешникова: А. Н. Зограф, П. В. Зубов, А. А. Карзинкин, И. Г. Спасский, С. И. Чижов.
Умер 3 апреля 1933 года. Похоронен на Введенском кладбище.